# مسجد الأفنيوز
كلفت حكومة الكويت المعمارية زها حديد بتصميم مسجد الأفنيوز ليكون جزءًا من مجمع الأفنيوز التجاري ذي التصميم الحديث، حيث سيدخل ضمن المرحلة الثالثة، والذي من شأنه أن يجعل من الكويت وجهة تسويقية جديدة على مستوى المنطقة والعالم. ويُعد مثالًا للعمارة العبثية والتجريبية ومن أجرأ تصميمات المساجد المعاصرة في العالم الإسلامي.